# Oligochlora semirugosa
Oligochlora semirugosa — викопний вид перетинчастокрилих комах родини галіктид (Halictidae). Вид описаний із зразка, що був виявлений у кусочку бурштину, який видобули у шахтах Домініканської республіки. Голотип зберігається у колекції Природознавчого музею Університету Канзасу. Це є самиця, завдовжки 7,9 мм, що попала у смоляну пастку на початку міоцену.